# Рудник Бель-Ер
Рудник Бель-Ер (Bel-Air) – колишній гірничодобувний майданчик у Меланезії на острові Нова Каледонія (заморське володіння Франції).
Копальня Бель-Ер почала розробку нікелевих покладів в долині річки Houaïlou в 1875 році, що робить її одним з перших рудників острова (втім, самою першою нікелевою копальнею Нової Каледонії та світу вважають Mont-Dore, за якою послідувала Боакайне).
Станом на квітень 1876-го з Бель-Ер відправили до Європи 1200 тонн руди, а в середині 1877-му рудник видавав біля 250 тонн руди на місяць. Остання вирізнялась надзвичайно високим вмістом цілового елементу – від 15% до 17%. На узбережжі облаштували складський майданчик, звідки човни перевозили руду на більші кораблі, що не могли увійти в устя річки та стояли на зовнішній якірній стоянці. 
Первісно проектом опікувалась компанія Compagnie des Mines de nickel de Bel-Air, проте невдовзі вона потрапила у складне фінансове становище, що, зокрема, було пов’язане з банкрутством в 1878-му Bank of New Caledonia. Це призвело до призупинки робіт на Бель-Ер, проте того ж 1878-го її узяла в оренду компанія Higginson, Hanckar et Cie, а з 1880-го рудник належав Société Le Nickel (SLN), що стала найвідомішою гірничою компанією в історії Нової Каледонії.
Розробка Бель-Ер припинилась на початку 1970-х років.